# Siljan (Noruega)
Siljan és un municipi situat al comtat de Telemark, Noruega. Té 2.335 habitants (2016) i la seva superfície és de 213,96 km². El centre administratiu del municipi és el poble homònim.
El municipi es troba al nord-est de Skien i limita amb el comtat de Buskerud al nord i amb el de Vestfold a l'est. Hi ha un districte forestal a banda i banda del riu Skien. Una carretera que va d'Oslo a Skien passa per Siljan.

## Ciutats agermanades
Siljan manté una relació d'agermanament amb les següents localitats:
- Mpouya, República del Congo